# Zentarō Arai
Pour les articles homonymes, voir Arai (homonymie).
Zentarō Arai (新居 善太郎, Arai Zentarō), né le 16 janvier 1896 à Ashikaga et mort le 12 janvier 1984, est un fonctionnaire et homme politique japonais, successivement gouverneur des préfectures de Kagoshima, de Kyoto et d'Osaka entre 1940 et 1946.

## Biographie
Zentarō Arai naît le 16 janvier de la 29e année de l'ère Meiji (1896) à Ashikaga, dans le district éponyme (ja) de la préfecture de Tochigi, en tant que quatrième fils du teinturier Arai Kōzō (新居 倉造). Il effectue ses études secondaires au  collège Sano (ja) (佐野中学), dans le bourg du même nom, puis au Premier lycée, à Tokyo. En juin 1921, il complète son diplôme en droit britannique de la faculté de droit de l'université impériale de Tokyo, et est embauché par le ministère de l'Intérieur en février de l'année suivante, affecté à la préfecture de Tokyo. Il passe l'examen d'entrée à la fonction publique supérieure (ja) en novembre de la même année.
En mars 1923, il devient préfet du district de Saeki (ja), dans la préfecture de Hiroshima. En mai 1926, il rejoint le département de construction du bureau de Reconstruction après-sinistre au sein du ministère de l'Intérieur, en tant qu'agent administratif. Il sert également comme chef de la division des Affaires générales du même département, œuvrant à la mise en place des lois sur les projets de réaménagement territoriaux.